# Leubok Batee
Leubok Batee is een bestuurslaag in het regentschap Aceh Besar van de provincie Atjeh, Indonesië. Leubok Batee telt 82 inwoners (volkstelling 2010).